# Koukkutunturi
Koukkutunturi är ett berg i Finland.   Det ligger i den ekonomiska regionen  Östra Lapplands ekonomiska region  och landskapet Lappland, i den norra delen av landet, 800 km norr om huvudstaden Helsingfors. Toppen på Koukkutunturi är 441 meter över havet, eller 122 meter över den omgivande terrängen. Bredden vid basen är 5,4 km.
Terrängen runt Koukkutunturi är platt åt nordväst, men åt sydost är den kuperad.  Trakten runt Koukkutunturi är nära nog obefolkad, med mindre än två invånare per kvadratkilometer. Det finns inga samhällen i närheten. 